# شركة النفط الصومالية
شركة النفط الصومالية ( SPC )،  هي شركة للتنقيب عن الهيدروكربون وإنتاجها مقرها في مقديشو، الصومال. تأسست في عام 2007، بعد إقرار قانون النفط الصومالي من قبل الحكومة الفيدرالية الانتقالية الصومالية.  شركة النفط الصومالية مملوكة للحكومة الفيدرالية الصومالية، وتقع تحت سلطة الوزارة الوطنية للموارد الطبيعية. 

## أنظر أيضاً
- قائمة الشركات في الصومال